# Bejnart II

herb Bejnart II według Tadeusza Gajla za Niesieckim i Kojałowiczem

herb Bejnart II według Alfreda Znamierowskiego

Bejnart II (Beynart II) – polski herb szlachecki, odmiana herbu Abdank.

## Opis herbu
Opis zgodnie z klasycznymi regułami blazonowania:
W polu czerwonym łękawica srebrna, której środkowa krokiew przeszyta u szczytu dwoma takimiż strzałami, górną w lewo, dolną w prawo. Klejnot: Trzy pióra strusie.
- Uwaga: Alfred Znamierowski podaje dwie strzały leżące na łękawicy.

## Najwcześniejsze wzmianki
Nieznana geneza odmiany.

## Herbowni
Bejnart, Beynart.